# Christian von Alvensleben
Christian von Alvensleben (ur. 27 sierpnia 1941 w Monachium) – niemiecki fotograf.

## Rodzina
Syn Anny Karoliny von Alvensleben, kuzynki grafa Heinricha von Lehndorff-Steinort, straconego za uczestnictwo w nieudanym zamachu na Hitlera 20 lipca 1944 roku. Jego córka Vera Gottliebe Anna Gräfin von Lehndorff i jednocześnie kuzynka Christiana von Alvensleben to modelka, znana jako Veruschka. Dziadkiem artysty był Werner von Alvensleben, więzień polityczny przetrzymywany do 1945 roku między innymi w obozie koncentracyjnym w Buchenwaldzie oraz w więzieniu w Magdeburgu. 
Ma dwójkę synów z małżeństwa z Amerykanką Cathrin Kimbel. Obecnie żyje i pracuje wraz z drugą żoną Helgą w Bad Oldesloe niedaleko Hamburga.

## Życie i praca
Pierwsze zdjęcia wykonał jako jedenastolatek dla szkolnej gazetki za pomocą skrzynkowego aparatu Kodaka, pochodzącego z amerykańskich paczek z pomocą. Jako osiemnastolatek wyjechał na wakacje do Francji, by przed maturą popracować nad znajomością języka francuskiego. W Montjustin poznał młodego niemieckiego pisarza Huberta Fichtego. Powstałe wówczas zdjęcia została pokazane w 2005 roku w Deichtorhallen w Hamburgu i należą obecnie do Fundacji im. Hubera Fichtego (Hubert-Fichte-Stiftung). 
Podczas pobytu w Mozambiku w 1962 roku u swojego wujka Wernera von Alvensleben fotografował polowania oraz zwierzynę łowną. Praca ta (Ślad leoparda / Kaliber .378) została wystawiona w 1993 roku w trakcie projektu Photokina. Od 1964 roku uczęszczał do politechniki londyńskiej. Po okresie asystentury u Karl-Heinza von Ludwiga oraz Ali Khana, od 1968 roku pracował jako niezależny fotograf z własnym atelier w Hamburgu. Do jego największych sukcesów w tym czasie należą zdjęcia zrobione w 1969 roku do reklam SPD podczas wyborów do Bundestagu. Najbardziej znanym motywem z kampanii był portret płaczącej dziewczynki Marianna siedzi (niem. Marianne ist sitzengeblieben), który miał ilustrować plany lepszej polityki szkolnej SPD. Światową sławę zyskało jego zdjęcie z 1972 roku wykonane dla producenta filmów i aparatów fotograficznych zatytułowane Słoneczko, które przedstawia skrywającą się pod parasolem i wdzięcznie uśmiechającą się do obiektywu, uroczą, nagą grubaskę na plaży. New York Times poświęcił zdjęciu całą stronę, dzisiaj ma ono wręcz status emblematu. 
Po tym sukcesie pracował na całym świecie, głównie w działach reklamy, zajmując się zdjęciami architektury, wnętrz, mody, urody, jedzenia, ludzi, komunikacji oraz martwych natur. 
Jako artysta Christian von Alvensleben często przedstawia i interpretuje świat produktów przemysłowych. Widelce, łyżki, butelki coca-coli ze słońcem odbijającym się w szybie samolotu w tle - przedmioty zostają poddane estetyzującej obróbce, ich pierwotny, użytkowy cel traci na znaczeniu. Zamieniają się w wielobarwne, efektowne kompozycje. Zajmuje się również ilustracjami do książek kucharskich. W 1992 powstał wielokrotnie nagradzany projekt Menu apokaliptyczne (Das Apokalyptische Menu). 
Wiele jego prac, które prawie zawsze wyprzedzają estetykę swoich czasów, ukazywało się w takich magazynach jak: Architektur & Wohnen, Dance Magazin N.Y., Der Feinschmecker, Frankfurter Allgemeine Zeitung, Geo, Max, Merian, Der Spiegel, Stern, Vanity Fair, Vogue Braut, Vogue Casa, Vogue Deutsch, Vogue Pelle oraz Die Zeit. Chociaż poza zdjęciami tworzy również spoty dla telewizji, uznanie i sławę przyniosła mi praca fotografa. 
W ciągu 35-letniej kariery odebrał ponad 80 nagród za swoje pojedyncze osiągnięcia, natomiast w 2009 roku został odznaczony za całość swojej kariery przez Art Directors Club (ADC).

## Prace
- Fotografien von Christian von Alvensleben w: Rias-Bucher, Barbara, Gesünder leben, Vegetarisch essen. München, Zabert Sandmann 1991.
- Das apokalyptische Menü, 1992.
- Die Spur des Leoparden - Afrikanische Jagdszenen, 1993.
- Tiger, Box!, 2001.
- Das neue bayrische Kochbuch, 2002, wraz z Alfonsem Schuhbeckiem.